# Prato Spilla
Prato Spilla è una stazione sciistica e turistica dell'Appennino parmense, nel comune di Monchio delle Corti.
Posta a quota di 1.350 m s.l.m., nei pressi del passo del Lagastrello, è dotata di un impianto di risalita: una seggiovia che porta fino alla quota di 1.700 metri e un marciapiede mobile per principianti. La seggiovia è aperta anche nel periodo estivo, normalmente nelle domeniche da giugno ad agosto. È punto di partenza per escursioni e trekking nel Parco dei Cento Laghi, in particolare verso il lago Verde, il lago Ballano, il lago Palo e il lago Squincio.